# Muhlbach-sur-Munster
Pour les articles homonymes, voir Muhlbach et Munster.
Muhlbach-sur-Munster [mylbax syʁ mœ̃stɛʁ] est une commune française située dans la circonscription administrative du Haut-Rhin et, depuis le 1er janvier 2021, dans le territoire de la Collectivité européenne d'Alsace, en région Grand Est.
Cette commune se trouve dans la région historique et culturelle d'Alsace.

## Géographie

### Localisation
Muhlbach-sur-Munster se trouve dans le dernier quart de la vallée de Munster, après Breitenbach et avant Metzeral.
| Stosswihr |                      |                       |
|           | Mulhbach-sur-Munster | Breitenbach-Haut-Rhin |
| Metzeral  |                      |                       |

### Hydrographie
La commune est dans le bassin versant du Rhin au sein du bassin Rhin-Meuse. Elle est drainée par la Fecht,.
La Fecht, d'une longueur de 49 km, prend sa source dans la commune de Metzeral et se jette  dans l'Ill à Illhaeusern, après avoir traversé 19 communes. Les caractéristiques hydrologiques de la Fecht sont données par la station hydrologique située sur la commune. Le débit moyen mensuel est de 2,79 m3/s. Le débit moyen journalier maximum est de 50,9 m3/s, atteint lors de la crue du 14 novembre 2023. Le débit instantané maximal est quant à lui de 72 m3/s, atteint le 4 janvier 2018.

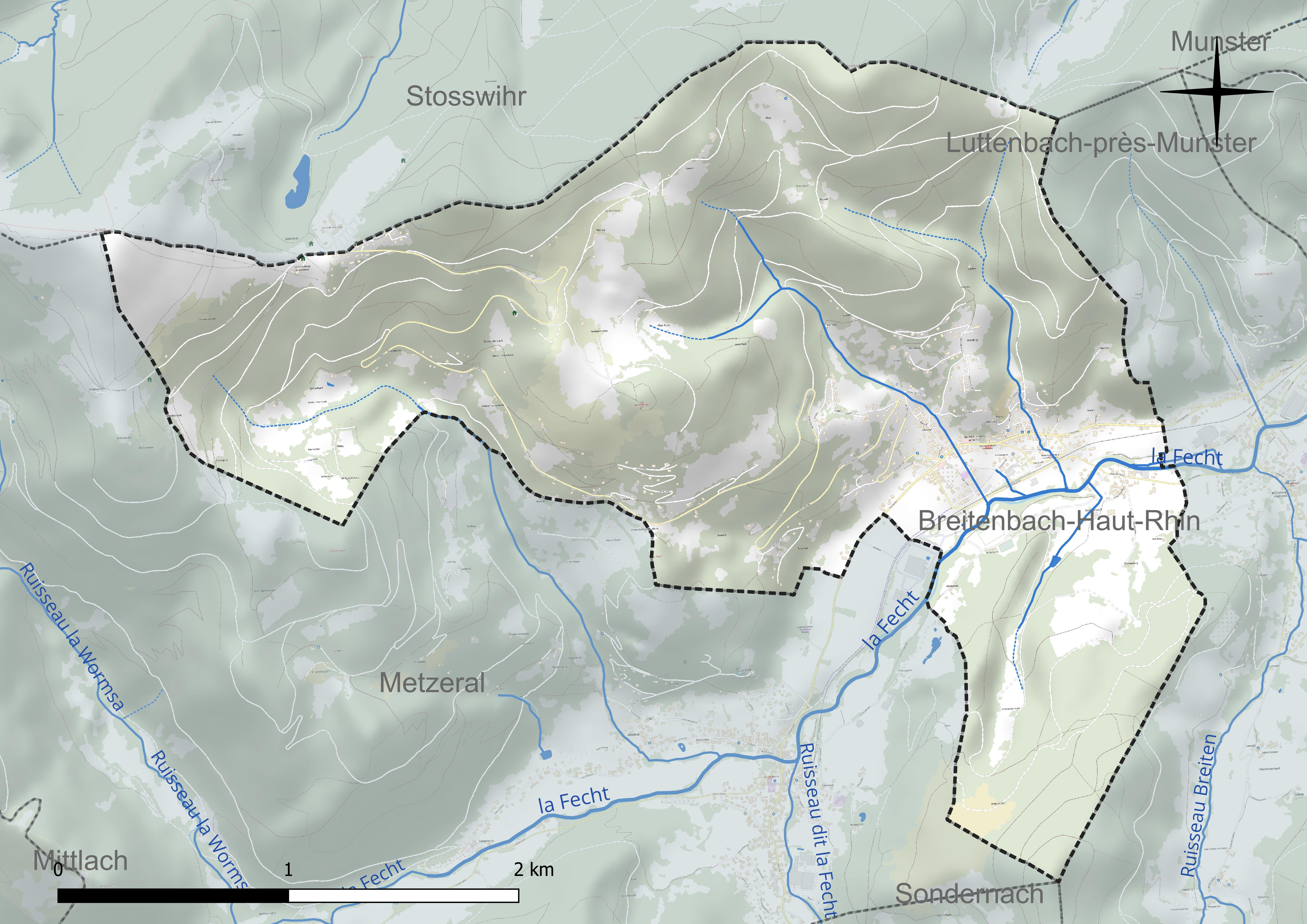
Réseau hydrographique de Muhlbach-sur-Munster.

### Climat
Pour des articles plus généraux, voir Climat du Grand Est et Climat du Haut-Rhin.
En 2010, le climat de la commune est de type climat de montagne, selon une étude du Centre national de la recherche scientifique s'appuyant sur une série de données couvrant la période 1971-2000. En 2020, Météo-France publie une typologie des climats de la France métropolitaine dans laquelle la commune est exposée à un climat semi-continental et est dans la région climatique  Vosges, caractérisée par une pluviométrie très élevée (1 500 à 2 000 mm/an) en toutes saisons et un hiver rude (moins de 1 °C). 
Pour la période 1971-2000, la température annuelle moyenne est de 9,4 °C, avec une amplitude thermique annuelle de 16,8 °C. Le cumul annuel moyen de précipitations est de 1 531 mm, avec 12,9 jours de précipitations en janvier et 10,5 jours en juillet. Pour la période 1991-2020, la température moyenne annuelle observée sur la station météorologique de Météo-France la plus proche, « Munster_sapc », sur la commune de Munster à 4 km à vol d'oiseau, est de 10,4 °C et le cumul annuel moyen de précipitations est de 1 053,5 mm. 
La température maximale relevée sur cette station est de 38,3 °C, atteinte le 5 juillet 2015 ; la température minimale est de −19 °C, atteinte le 20 décembre 2009,,. 
Les paramètres climatiques de la commune ont été estimés pour le milieu du siècle (2041-2070) selon différents scénarios d'émission de gaz à effet de serre à partir des nouvelles projections climatiques de référence DRIAS-2020. Ils sont consultables sur un site dédié publié par Météo-France en novembre 2022.

## Urbanisme

### Typologie
Au 1er janvier 2024, Muhlbach-sur-Munster est catégorisée bourg rural, selon la nouvelle grille communale de densité à sept niveaux définie par l'Insee en 2022.
Elle appartient à l'unité urbaine de Munster, une agglomération intra-départementale regroupant dix  communes, dont elle est une commune de la banlieue,,. Par ailleurs la commune fait partie de l'aire d'attraction de Colmar, dont elle est une commune de la couronne,. Cette aire, qui regroupe 95 communes, est catégorisée dans les aires de 50 000 à moins de 200 000 habitants,.

### Occupation des sols
L'occupation des sols de la commune, telle qu'elle ressort de la base de données européenne d’occupation biophysique des sols Corine Land Cover (CLC), est marquée par l'importance des forêts et milieux semi-naturels (65,3 % en 2018), en diminution par rapport à 1990 (74,9 %). La répartition détaillée en 2018 est la suivante : 
forêts (60,3 %), prairies (19,7 %), zones agricoles hétérogènes (8,2 %), milieux à végétation arbustive et/ou herbacée (5 %), zones urbanisées (3,8 %), terres arables (3 %). L'évolution de l’occupation des sols de la commune et de ses infrastructures peut être observée sur les différentes représentations cartographiques du territoire : la carte de Cassini (XVIIIe siècle), la carte d'état-major (1820-1866) et les cartes ou photos aériennes de l'IGN pour la période actuelle (1950 à aujourd'hui).

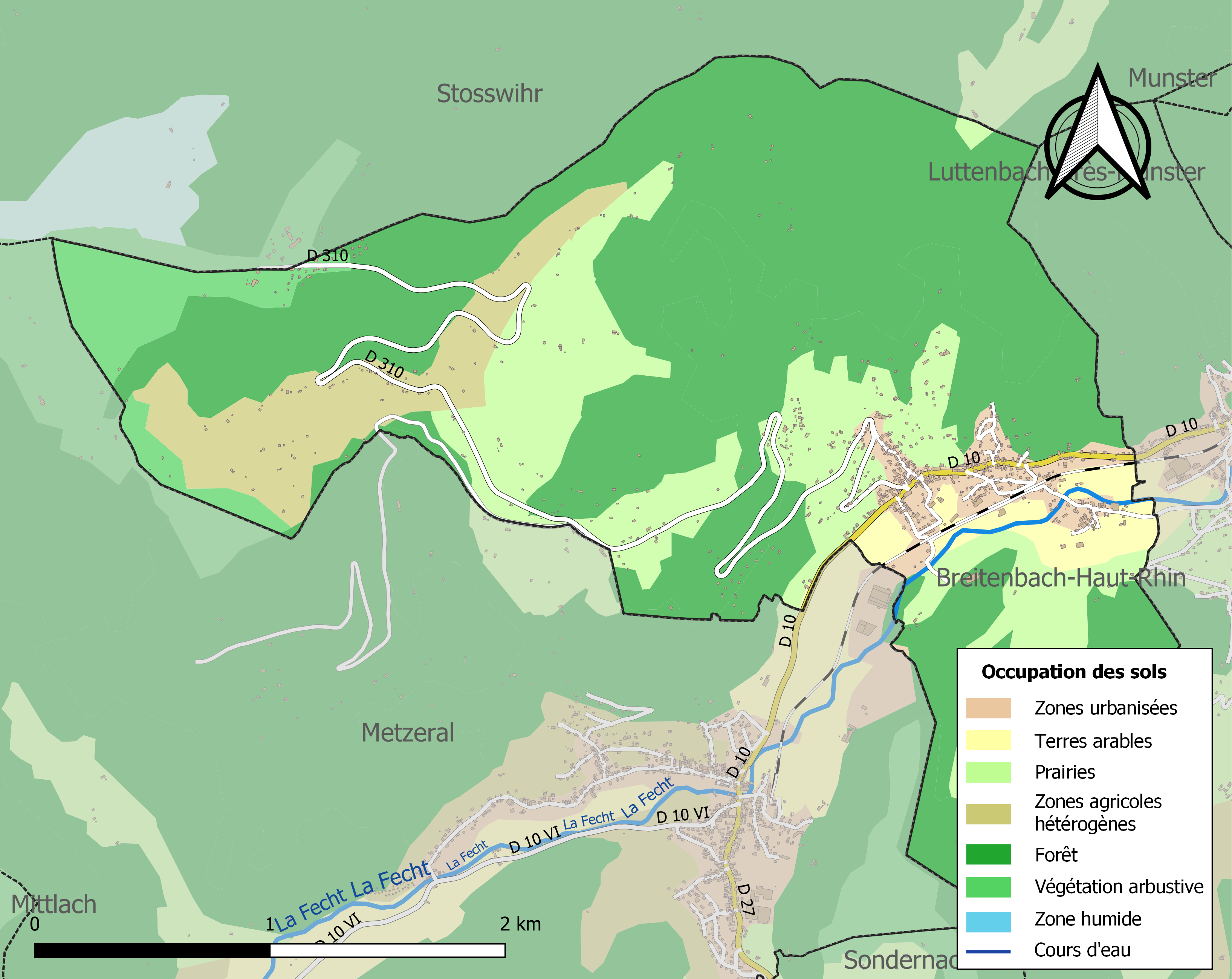
Carte des infrastructures et de l'occupation des sols de la commune en 2018 (CLC).

## Histoire
La commune a été décorée de la croix de guerre 1914-1918.

## Politique et administration

### Découpage territorial
La commune de Muhlbach-sur-Munster est membre de la communauté de communes de la Vallée de Munster, un établissement public de coopération intercommunale (EPCI) à fiscalité propre créé le 30 mai 1996 dont le siège est à Munster. Ce dernier est par ailleurs membre d'autres groupements intercommunaux.
Sur le plan administratif, elle est rattachée à l'arrondissement de Colmar-Ribeauvillé, à la circonscription administrative de l'État du Haut-Rhin, en tant que circonscription administrative de l'État, et à la région Grand Est. 
Sur le plan électoral, elle dépendait jusqu'en 2020 du  canton de Wintzenheim pour l'élection des conseillers départementaux au sein du conseil départemental du Haut-Rhin. Depuis le 1er janvier 2021, elle dépend du même canton pour l'élection des conseillers d'Alsace au sein de la collectivité européenne d'Alsace.

### Élection municipales et communautaires

#### Élections de 2020
Le conseil municipal de Muhlbach, commune de moins de 1 000 habitants, est élu au scrutin majoritaire plurinominal à deux tours avec listes ouvertes et panachage. Compte tenu de la population communale, le nombre de sièges à pourvoir lors des élections municipales de 2020 est de quinze. Le premier tour se déroule le 15 mars 2020, avec un taux de participation de 42.81 % et débouche sur l’élection directe du conseil municipal parmi les seize candidats. Il n’y a par conséquent pas de deuxième tour,.
Le maire est élu par le conseil municipal au scrutin secret lors de la première réunion du conseil suivant les élections municipales, pour un mandat de six ans, c'est-à-dire pour la durée du mandat du conseil. Patrick Althusser est ainsi élu maire le 24 mai 2020.
Dans les communes de moins de 1 000 habitants, les conseillers communautaires sont désignés parmi les conseillers municipaux élus en suivant l’ordre du tableau (maire, adjoints puis conseillers municipaux) et dans la limite du nombre de sièges attribués à la commune au sein du conseil communautaire. Muhlbach dispose ainsi de deux sièges au conseil communautaire de la communauté de communes de la Vallée de Munster, l’un occupé par le maire, qui siège également au bureau, l’autre par sa première adjointe Mady Rebert.

#### Chronologie des maires
| Période   | Période                  | Identité            | Étiquette | Qualité                                           |
| --------- | ------------------------ | ------------------- | --------- | ------------------------------------------------- |
| av.1962   | ?                        | Jacques Zaesle      | UNR       | Professeur, suppléant du député Georges Bourgeois |
| mars 1983 | mars 2008                | Jean-Martin Sengele |           |                                                   |
| mars 2008 | En cours (au 10/11/2024) | Patrick Althusser   |           | Cadre administratif et commercial d'entreprise    |

### Finances communales
En 2015, le budget de la commune était constitué ainsi :
- total des produits de fonctionnement : 1 302 000 €, soit 1 729 € par habitant ;
- total des charges de fonctionnement : 1 293 000 €, soit 1 717 € par habitant ;
- total des ressources d'investissement : 605 000 €, soit 803 € par habitant ;
- total des emplois d'investissement : 640 000 €, soit 850 € par habitant ;
- endettement : 333 000 €, soit 442 € par habitant.

Avec les taux de fiscalité suivants :
- taxe d'habitation : 7,48 % ;
- taxe foncière sur les propriétés bâties : 7,96 % ;
- taxe foncière sur les propriétés non bâties : 69,47 % ;
- taxe additionnelle à la taxe foncière sur les propriétés non bâties : 0,00 % ;
- cotisation foncière des entreprises : 0,00 %.

### Jumelages
La ville est jumelée avec :
- Kermaria-Sulard (France).

## Équipements et services publics

### Enseignement
Une école protestante dirigée par un diacre est créée à Muhlbach en 1578. Les enfants catholiques doivent toutefois continuer de se rendre à Munster jusqu’en 1752 et l’installation d’une classe catholique. Celle-ci compte en 1842 une cinquantaine d’élèves, contre quatre-vint-dix pour son homologue protestante. La majeure partie des enfants ne fréquente toutefois l’école qu’en hiver, leurs parents préférant les faire travailler le reste de l’année. À la fin des années 1850, la classe catholique accueille une centaine d’élèves, en partie parce qu’elle est fréquentée aussi par les enfants catholiques de Breitenbach. Une classe protestante de filles est créée en 1865.
Une école maternelle se trouve dans la commune depuis 1956 ; elle compte vingt-sept élèves en 2023. L’école primaire compte quant à elle quarante-quatre élèves répartis en deux classes,. Pour l’enseignement secondaire général, les établissements les plus proches sont le collège Frédéric Hartmann et le lycée général Frédéric Kirschleger, tous deux situés à Munster. Pour l’enseignement secondaire professionnel, les établissements les plus proches sont le lycée polyvalent Lazare de Schwendi à Ingersheim et le lycée horticole du Pflixbourg à Wintzenheim.

### Culture
Le musée de la schlitte et des métiers du bois.

## Population et société

### Démographie
L'évolution du nombre d'habitants est connue à travers les recensements de la population effectués dans la commune depuis 1793. Pour les communes de moins de 10 000 habitants, une enquête de recensement portant sur toute la population est réalisée tous les cinq ans, les populations de référence des années intermédiaires étant quant à elles estimées par interpolation ou extrapolation. Pour la commune, le premier recensement exhaustif entrant dans le cadre du nouveau dispositif a été réalisé en 2006.

En 2022, la commune comptait 817 habitants, en évolution de +6,8 % par rapport à 2016 (Haut-Rhin : +0,66 %, France hors Mayotte : +2,11 %).
| 1793 | 1800 | 1806 | 1821 | 1831 | 1836 | 1841 | 1846 | 1851 |
| ---- | ---- | ---- | ---- | ---- | ---- | ---- | ---- | ---- |
| 748  | 617  | 719  | 756  | 778  | 841  | 964  | 993  | 982  |

| 1856 | 1861  | 1866 | 1871 | 1875 | 1880 | 1885 | 1890  | 1895  |
| ---- | ----- | ---- | ---- | ---- | ---- | ---- | ----- | ----- |
| 950  | 1 002 | 944  | 960  | 981  | 998  | 996  | 1 022 | 1 000 |

| 1900  | 1905  | 1910  | 1921 | 1926 | 1931 | 1936 | 1946 | 1954 |
| ----- | ----- | ----- | ---- | ---- | ---- | ---- | ---- | ---- |
| 1 105 | 1 132 | 1 140 | 468  | 932  | 886  | 803  | 828  | 809  |

| 1962 | 1968 | 1975 | 1982 | 1990 | 1999 | 2006 | 2011 | 2016 |
| ---- | ---- | ---- | ---- | ---- | ---- | ---- | ---- | ---- |
| 794  | 770  | 728  | 668  | 631  | 725  | 760  | 748  | 765  |

| 2021 | 2022 | - | - | - | - | - | - | - |
| ---- | ---- | - | - | - | - | - | - | - |
| 806  | 817  | - | - | - | - | - | - | - |

## Culture locale et patrimoine

### Lieux et monuments

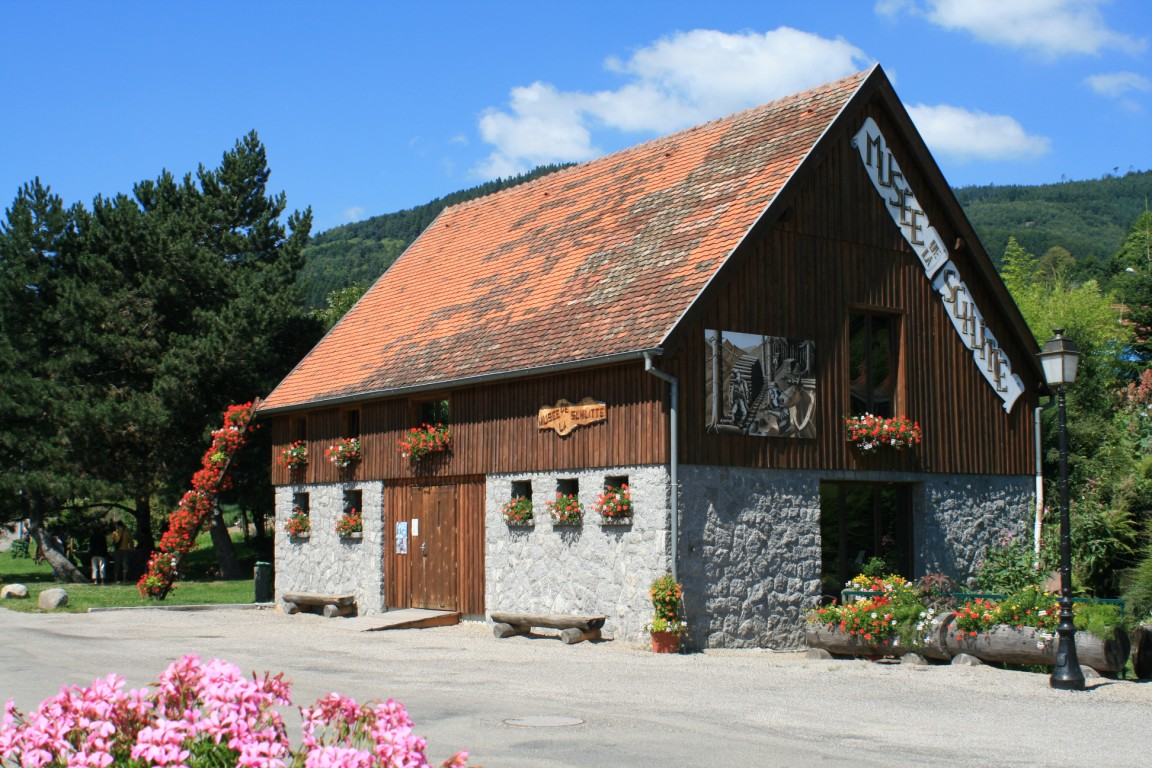
Musée de la Schlitte.

#### Patrimoine religieux et funéraire
L'église catholique a été construite entre 1927 et 1929 sur des plans de l'architecte Chrétien Schoffit. Érigée sur une plateforme le long de la rue Principale, elle est inspirée par les églises baroques d'Allemagne du Sud et d'Autriche, comme le montrent notamment le pignon à volutes et le clocher à bulbe coiffé d’un lanternon. Le mobilier est en grande partie contemporain de la construction et comprend notamment un orgue d’Edmond Alexandre Roethinger dans un buffet de Joseph Driesbach, ce dernier étant également l’auteur des autres œuvres de menuiserie, comme la chaire à prêcher et le confessionnal,.
L’église protestante est également l’œuvre de Chrétien Schoffit et a été construite en même temps que la catholique, entre 1927 et 1930. Elle est également située le long de la rue Principale, à l’emplacement où se trouvait l’ancienne église simultanée, détruite pendant la Première Guerre mondiale. Elle se distingue toutefois de l’église catholique par son style inspiré de l’architecture romane alsacienne. Elle comprend un orgue de Frédéric Haerpfer.
Le monument aux morts.

#### Patrimoine civil
- la cour colongère et son château, dit Fronhoven, tous deux disparus[43].
- le moulin à huile Maurer[44],
- une scierie, puis ferme[45],
- maison de l'entrepreneur J. Metzger, puis hôtel-restaurant Benz[46],
- Café, restaurant À la Gare, aujourd'hui maison[47],
- Scierie Meyer-Guthleben, puis scierie et usine de menuiserie de la société « Chalets Buhl »[48],
- Tissage de coton Nitschelm, puis usine de bonneterie Tricot d'Alsace[49],
- Maison d'industriel[50].

### Personnalités liées à la commune
- Johann Carolus, né en 1575 à Muhlbach, mort en 1634, fondateur de la première gazette hebdomadaire du monde en 1605 à Strasbourg.
- Marieleine Hoffet, femme pasteure, née à Muhlbach en 1905.

### Héraldique
| Blason de Muhlbach-sur-Munster | Les armes de Muhlbach-sur-Munster se blasonnent ainsi : « Coupé, au premier d'argent à la demi-roue de moulin de gueules mouvant de la partition, au second d'azur. » |